# Cistecefàlids
Els cistecefàlids (Cistecephalidae) són una família extinta de sinàpsids que visqueren a Gondwana, aleshores la part meridional del supercontinent de Pangea, durant el Permià superior. Se n'han trobat restes fòssils a l'Índia, Malawi, Sud-àfrica, Tanzània i Zàmbia. La seva anatomia cranial —que recorda els talps daurats d'avui en dia— i postcranial indica que eren animals excavadors. Entre altres caràcters, es diferencien per la curtedat del crani en l'eix anteroposterior, la gran amplada de les regions intertemporals, la presència d'un forat estapedial i l'absència de preparietal.